# Geelrugfuselier
De geelrugfuselier (Caesio xanthonota) is een straalvinnige vis uit de familie van Caesionidae, orde baarsachtigen (Perciformes), die voorkomt langs de tropische kusten van de Indische Oceaan.

## Beschrijving
Caesio xanthonota kan een maximale lengte bereiken van 40 centimeter.
De vis heeft één rugvin en één aarsvin. Er zijn tien stekels en 14 tot 15 vinstralen in de rugvin en 11 tot 12 vinstralen in de aarsvin.

## Leefwijze
Caesio xanthonota is een zoutwatervis die voorkomt bij koraalriffen in tropische kustwateren.
Het dieet van de vis bestaat hoofdzakelijk uit zoöplankton.

## Relatie tot de mens
Caesio xanthonota is voor de visserij van beperkt commercieel belang. De soort staat niet op de Rode Lijst van de IUCN.